# 干邑 (法国)
干邑（又译科尼亚克或科涅克，法語發音：[kɔɲak] ⓘ；桑通日方言：Cougnat），法国西部城市，新阿基坦大区夏朗德省的一个市镇，同时也是该省的一个副省会，下辖干邑区，其市镇面积为15.5平方公里，2022年1月1日时人口数量为18,466人，是该省人口第二多的市镇，在法国城市中排名第497位。
干邑位于夏朗德省西部，夏朗德河畔，是法国艺术与历史之城，市区内有众多历史遗迹，近代为夏朗德河畔的商业码头，现代则是一个区域性的中心城市和交通枢纽。干邑所处区域是法国西南葡萄酒产区的组成部分，因干邑白兰地而闻名，其中人头马、卡慕、轩尼诗等为法国的代表性白兰地品牌。法兰西国王弗朗索瓦一世和法国政治家让·莫内出生于干邑。

## 地名来源
“干邑”一名来源于中世纪初当地的康尼乌斯家族（Connius），而词末的则是法国南部常见的地名后缀。

## 历史

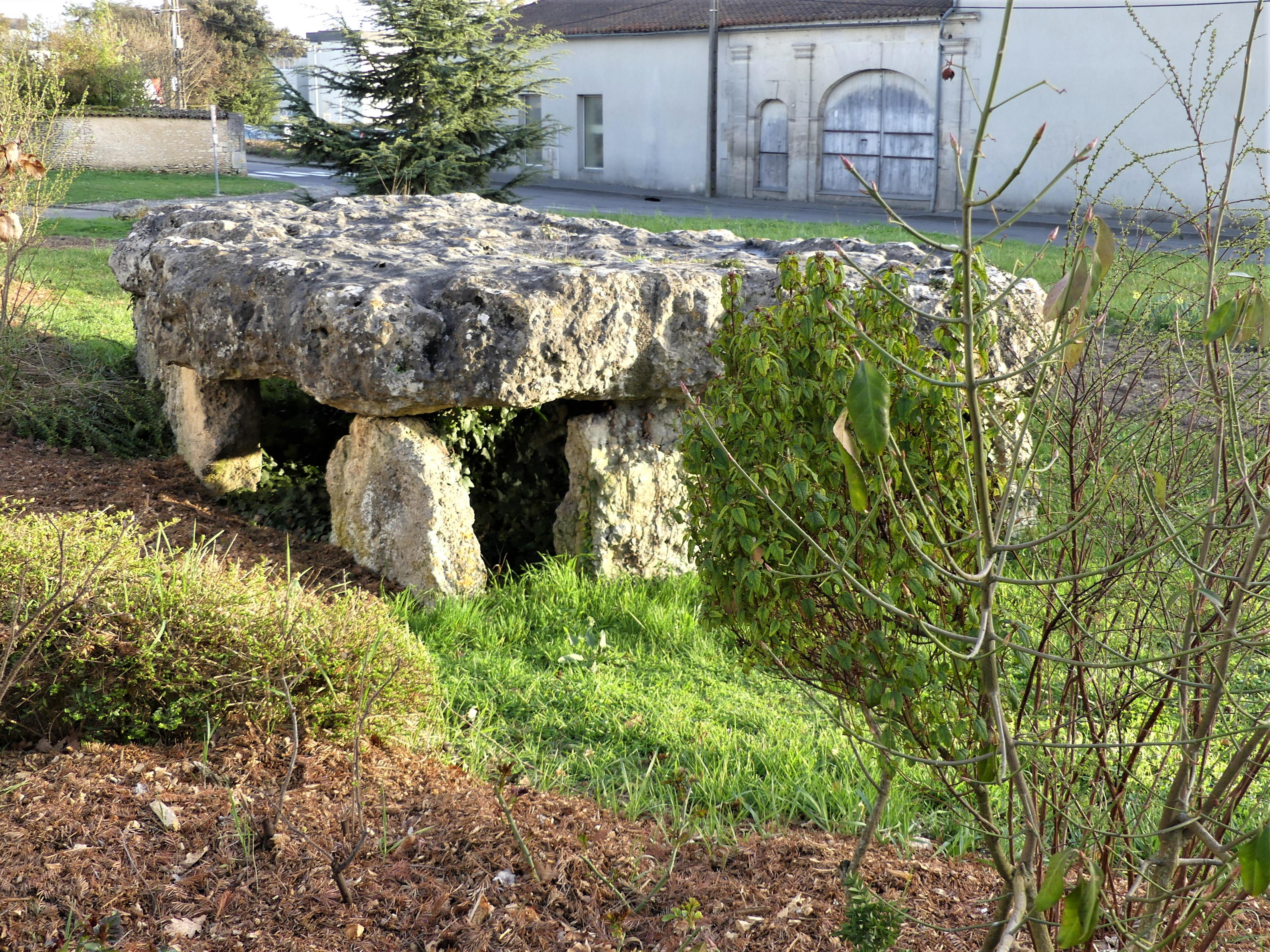
塞什贝克巨石阵

干邑市区有塞什贝克巨石阵遗址，于1958年被发现，经鉴定建于公元前3000年至公元前1800年之间。但干邑直到中世纪初期才逐渐形成市镇，彼时，当地出现了一处小教堂，可能是由图尔的马丁主持修建。中世纪中后期，干邑因盐业贸易而成为夏朗德河畔的一个商业港口，市内形成了三个街区。百年战争期间，干邑多处被英格兰军队占领，后成为昂古莱姆伯国的一部分。文艺复兴及宗教战争后期，干邑出现了多处新式建筑，城市范围不断扩大。18世纪时，干邑因同名蒸馏酒而名声大噪。法国大革命后，干邑成为夏朗德省的一个副省会，19世纪因铁路的建成而形成多个工业部门，其中法国工程师克洛德·布歇在此创建玻璃厂，为当地带来了大量的就业岗位。1936年，干邑白兰地成为法国地理标志保护产品，其中人头马、卡慕、轩尼诗等多个干邑白兰地品牌在二战后逐渐发展成为法国重要的奢侈品。

## 地理

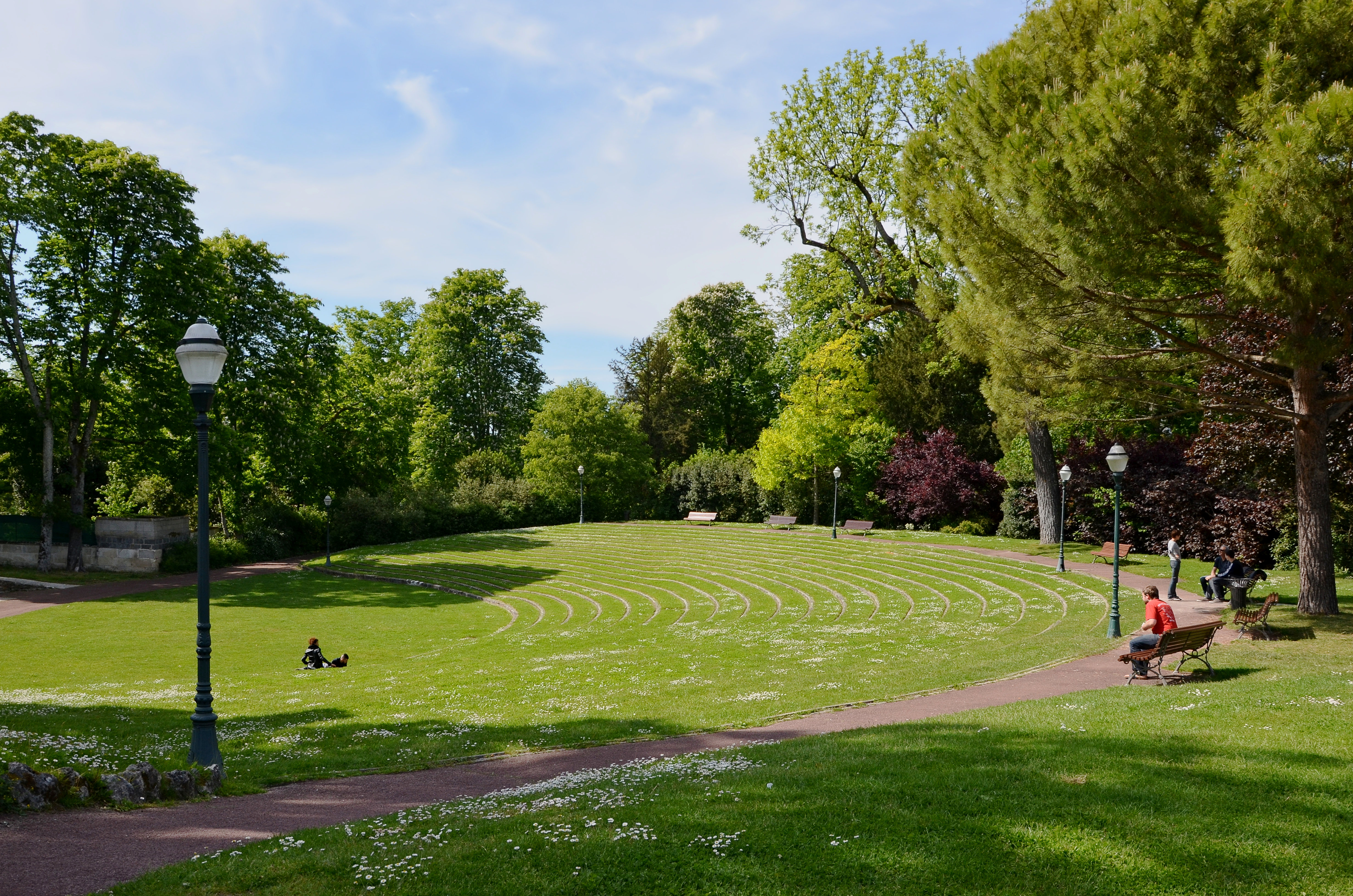
干邑公共花园

干邑位于法国西部偏南，新阿基坦大区中西部和夏朗德省西部，距离省会昂古莱姆大约48公里。与干邑接壤的市镇包括：布捷-圣特罗让、沙托贝尔纳、雅夫勒扎克、梅尔潘、圣洛朗德干邑、瓦勒德干邑。

### 地形
干邑位于夏朗德平原腹地，境内地形平坦，地势自夏朗德河岸向两侧略有抬升，全境海拔在5到53米之间。

### 水文
夏朗德河自东北向西南流经境内，该河独立入海，可通过小型船只。其右岸支流昂泰讷河流经市区西部边境。

### 植被
干邑属于温带落叶林区，市区内的主要绿地分布于夏朗德河两岸以及市区北部的公共花园内，均常年免费向公众开放。

### 气候
干邑在柯本气候分类法中属于温带海洋性气候。
干邑境内设有气象站，以下为该气象站的数据：
| 干邑1981年－2019年  | 干邑1981年－2019年 | 干邑1981年－2019年 | 干邑1981年－2019年 | 干邑1981年－2019年 | 干邑1981年－2019年 | 干邑1981年－2019年 | 干邑1981年－2019年 | 干邑1981年－2019年 | 干邑1981年－2019年 | 干邑1981年－2019年 | 干邑1981年－2019年 | 干邑1981年－2019年 | 干邑1981年－2019年 |
| 月份                | 1月                | 2月                | 3月                | 4月                | 5月                | 6月                | 7月                | 8月                | 9月                | 10月               | 11月               | 12月               | 全年               |
| ------------------- | ------------------ | ------------------ | ------------------ | ------------------ | ------------------ | ------------------ | ------------------ | ------------------ | ------------------ | ------------------ | ------------------ | ------------------ | ------------------ |
| 历史最高温 °C（°F） | 18.4 (65.1)        | 24.4 (75.9)        | 26.2 (79.2)        | 31 (88)            | 34 (93)            | 38.2 (100.8)       | 40.3 (104.5)       | 39.8 (103.6)       | 36.4 (97.5)        | 30.6 (87.1)        | 24.7 (76.5)        | 20.5 (68.9)        | 40.3 (104.5)       |
| 平均高温 °C（°F）   | 9.4 (48.9)         | 11 (52)            | 14.4 (57.9)        | 16.9 (62.4)        | 20.8 (69.4)        | 24.3 (75.7)        | 26.8 (80.2)        | 26.7 (80.1)        | 23.5 (74.3)        | 18.9 (66.0)        | 13 (55)            | 9.8 (49.6)         | 18 (64)            |
| 日均气温 °C（°F）   | 6.1 (43.0)         | 6.9 (44.4)         | 9.6 (49.3)         | 11.9 (53.4)        | 15.7 (60.3)        | 18.9 (66.0)        | 21 (70)            | 20.9 (69.6)        | 17.9 (64.2)        | 14.4 (57.9)        | 9.3 (48.7)         | 6.5 (43.7)         | 13.3 (55.9)        |
| 平均低温 °C（°F）   | 2.8 (37.0)         | 2.8 (37.0)         | 4.9 (40.8)         | 6.9 (44.4)         | 10.6 (51.1)        | 13.6 (56.5)        | 15.3 (59.5)        | 15 (59)            | 12.3 (54.1)        | 9.8 (49.6)         | 5.5 (41.9)         | 3.3 (37.9)         | 8.6 (47.5)         |
| 历史最低温 °C（°F） | −17.5 (0.5)        | −19.4 (−2.9)       | −10.2 (13.6)       | −2.9 (26.8)        | −0.2 (31.6)        | 3 (37)             | 6.4 (43.5)         | 5.5 (41.9)         | 0.1 (32.2)         | −3.8 (25.2)        | −8.4 (16.9)        | −14.5 (5.9)        | −19.4 (−2.9)       |
| 平均降水量 mm（）   | 71.9 (2.83)        | 52 (2.0)           | 57.7 (2.27)        | 71 (2.8)           | 65.1 (2.56)        | 52.3 (2.06)        | 48.2 (1.90)        | 47.3 (1.86)        | 59.8 (2.35)        | 81.2 (3.20)        | 86.3 (3.40)        | 84.3 (3.32)        | 777.1 (30.59)      |
| 月均日照時數        | 83                 | 111.9              | 162.4              | 180.5              | 215.9              | 238.4              | 249.9              | 244.8              | 199.2              | 137.3              | 91.2               | 81.4               | 1,995.9            |
| 来源：infoclimat.fr |                    |                    |                    |                    |                    |                    |                    |                    |                    |                    |                    |                    |                    |

## 行政区划
干邑是法国新阿基坦大区夏朗德省的一个市镇，编号为16102，它也是夏朗德省的一个副省会。干邑下辖干邑区，管理干邑第一县和第二县，同时也是大干邑城市圈公共社区的办公驻地。
干邑市镇被划为五个街区（中心城、圣马丁、圣雅克、集市、克鲁安），并实行街区自治制度。
法国国家统计与经济研究所（简称）在进行数据统计时，将干邑及相邻的另外5个市镇设为干邑城市核心区，并将包括核心区在内的周边共35个市镇划为干邑城市区。同时，还将干邑市镇分为了7个“块区”（IRIS），以便于统计人口分布情况。

## 交通

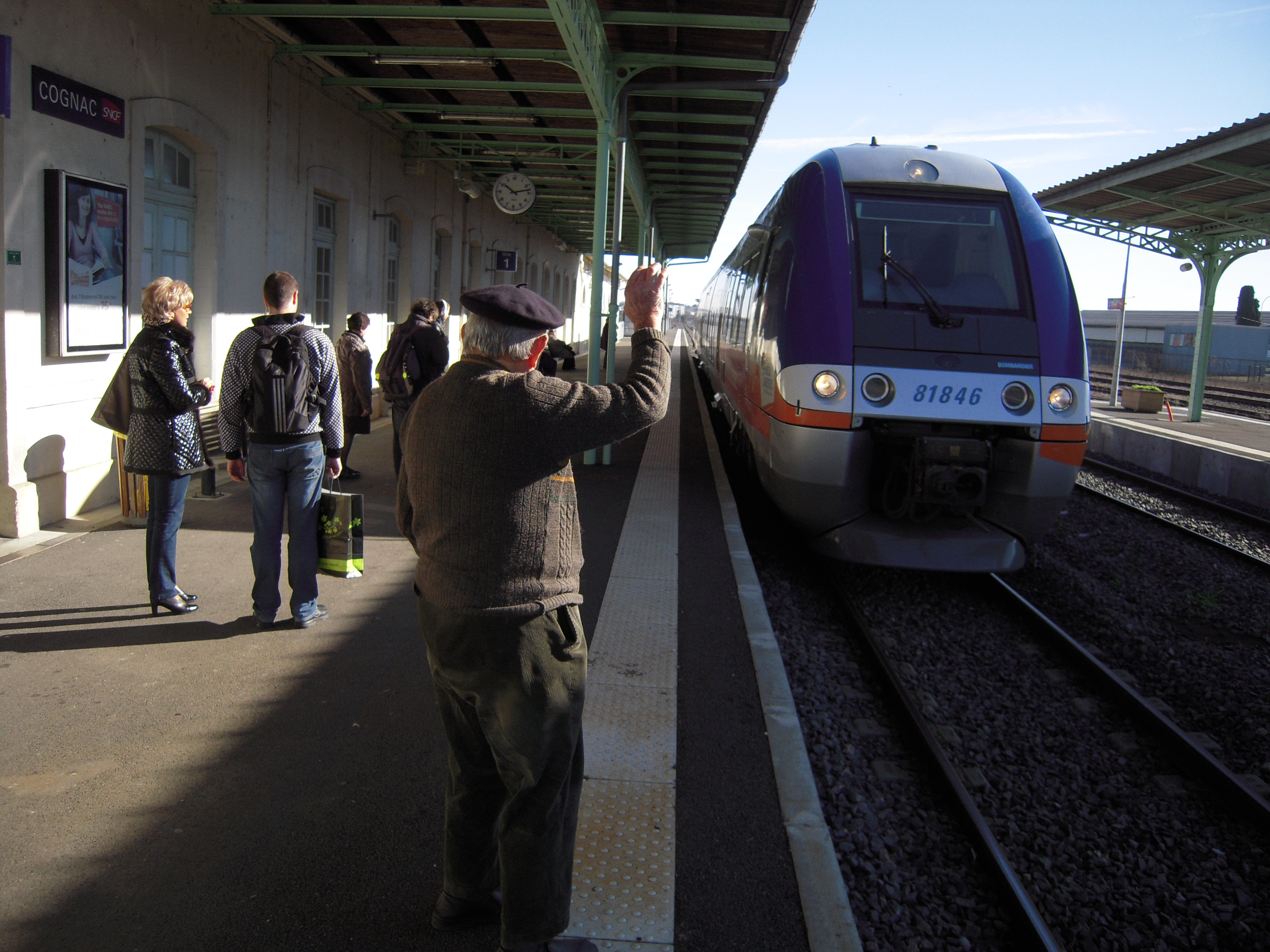
干邑火车站的站台

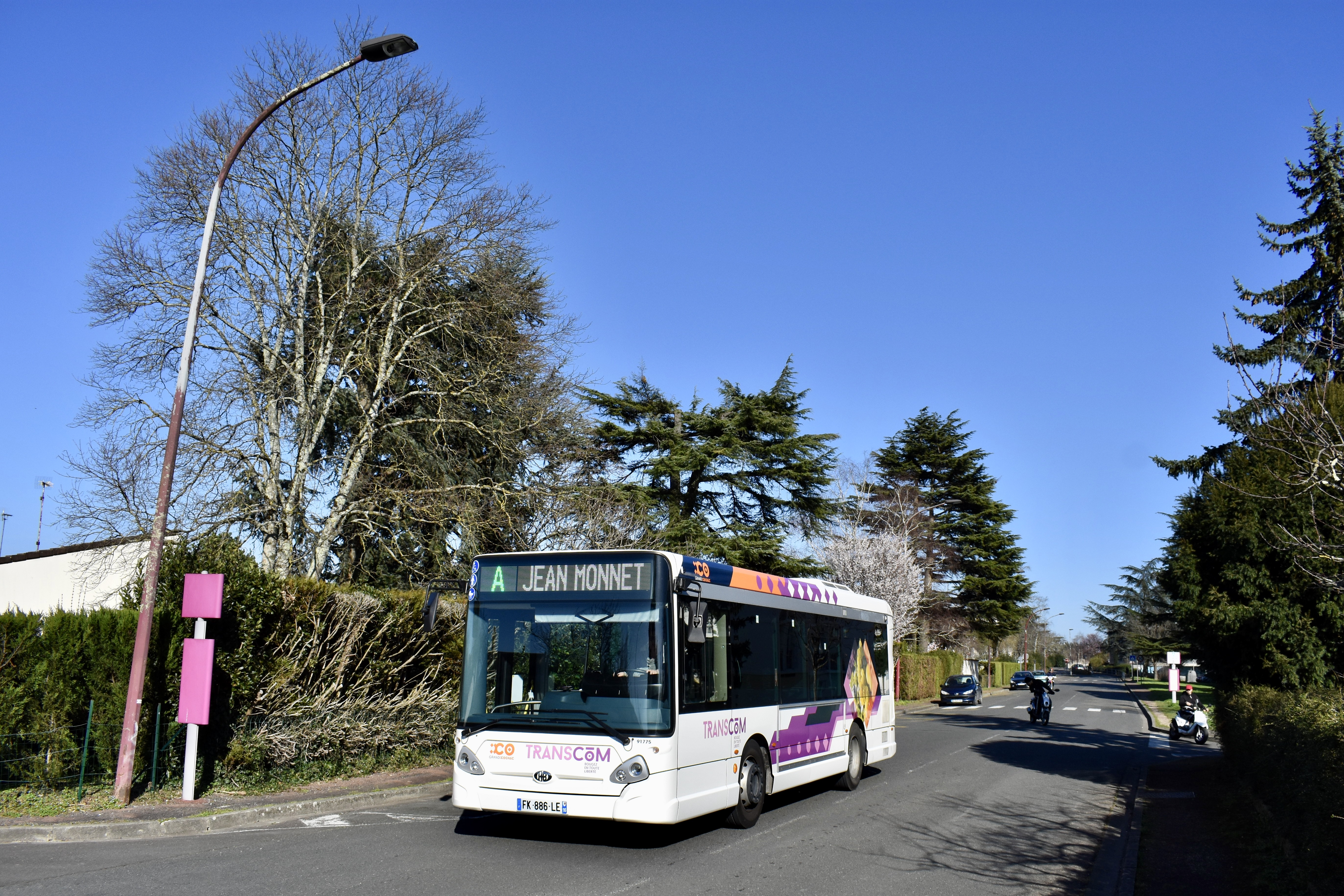
干邑的一辆公共汽车

### 公路
法国国道N141线经过市区南部，另有多条夏朗德省省道在干邑境内交汇，新阿基坦大区下属的城际客运提供巴士线路，可前往省会昂古莱姆。
2017年，71.6%的干邑家庭拥有至少一辆的私人汽车。2018年，干邑境内共发生各类交通事故20起，造成28人受伤。

### 铁路
干邑位于贝扬－昂古莱姆铁路上。干邑站位于市区南部，停靠往返于昂古莱姆和鲁瓦扬一线的区域列车，少量班次可前往拉罗谢尔。

### 航空
距离干邑最近的民用航空站为波尔多机场，距离干邑市中心的公路里程约132公里。

### 城市公共交通
干邑城市公共交通（商业名称为）是当地的城市公共交通系统。截至2020年10月，该系统共包括6条常规公交线路，同时还提供定制公交服务，路网覆盖了干邑市区内的主要街道和居民区。

## 政治

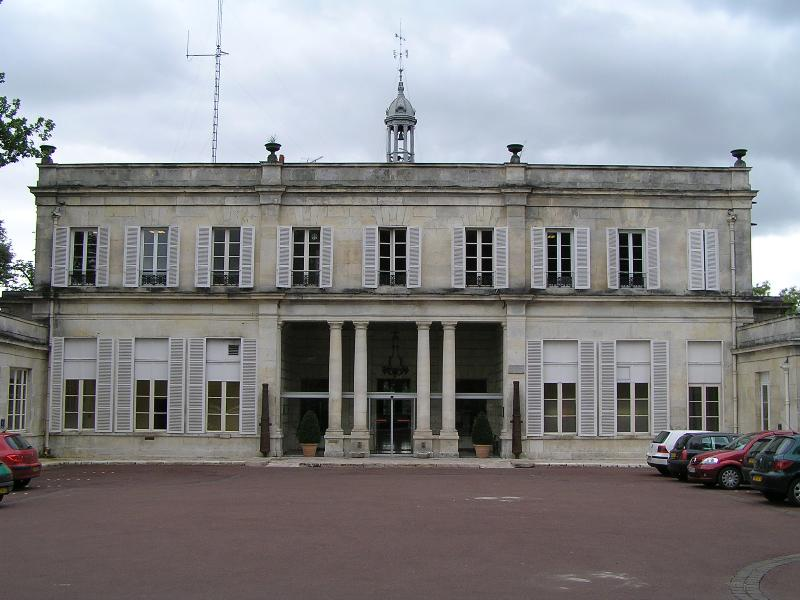
干邑市政厅

干邑的现任市长为摩根·贝尔热先生（Morgan Berger），他是一名右翼无党派人士，在2020年的市政选举中获得了的41.45%支持率。
在2017年的法国总统大选中，法国第25任总统埃马纽埃尔·马克龙在干邑获得了70.47%的支持率。
| 干邑历届市长   |                       |                                    |
| 任期           | 市长                  | 党派                               |
| 1945年－1953年 | 亨利·梅纳尔           | SFIO工人国际法国支部               |
| 1953年－1971年 | 亚历山大·迪马         | RAD激进党                          |
| 1971年－1979年 | 阿兰·菲利奥尔·德·雷蒙 | UDR共和国保卫联盟 →RPR保衛共和聯盟 |
| 1979年－2001年 | 弗朗西斯·阿迪         | RPR保衛共和聯盟                    |
| 2001年－2008年 | 热罗姆·穆奥           | RPR保衛共和聯盟 →UMP人民运动联盟   |
| 2008年－2020年 | 米歇尔·古兰沙         | PS社会党 →DVG左翼无党派人士        |
| 2020年－       | 摩根·贝尔热           | DVD右翼无党派人士                  |

## 人口
2017年，干邑市镇人口数量为18,825，在法国排名第497位。其中男性8,747人，女性10,078人，75岁及以上人口占9.7%，外籍人口数量为4,707人，人口密度为1,215人/平方公里，当地居民被称为（男性）或（女性）。2018年，干邑境内出生190人，死亡人口186人。
| 年份   | 1936   | 1946   | 1954   | 1962   | 1968   | 1975   | 1982   | 1990   | 1999   | 2006   | 2011   | 2016   | 2017   |
| ------ | ------ | ------ | ------ | ------ | ------ | ------ | ------ | ------ | ------ | ------ | ------ | ------ | ------ |
| 人口數 | 16,305 | 17,479 | 19,026 | 20,798 | 22,062 | 22,237 | 20,660 | 19,528 | 19,534 | 19,409 | 18,611 | 18,702 | 18,825 |

## 经济

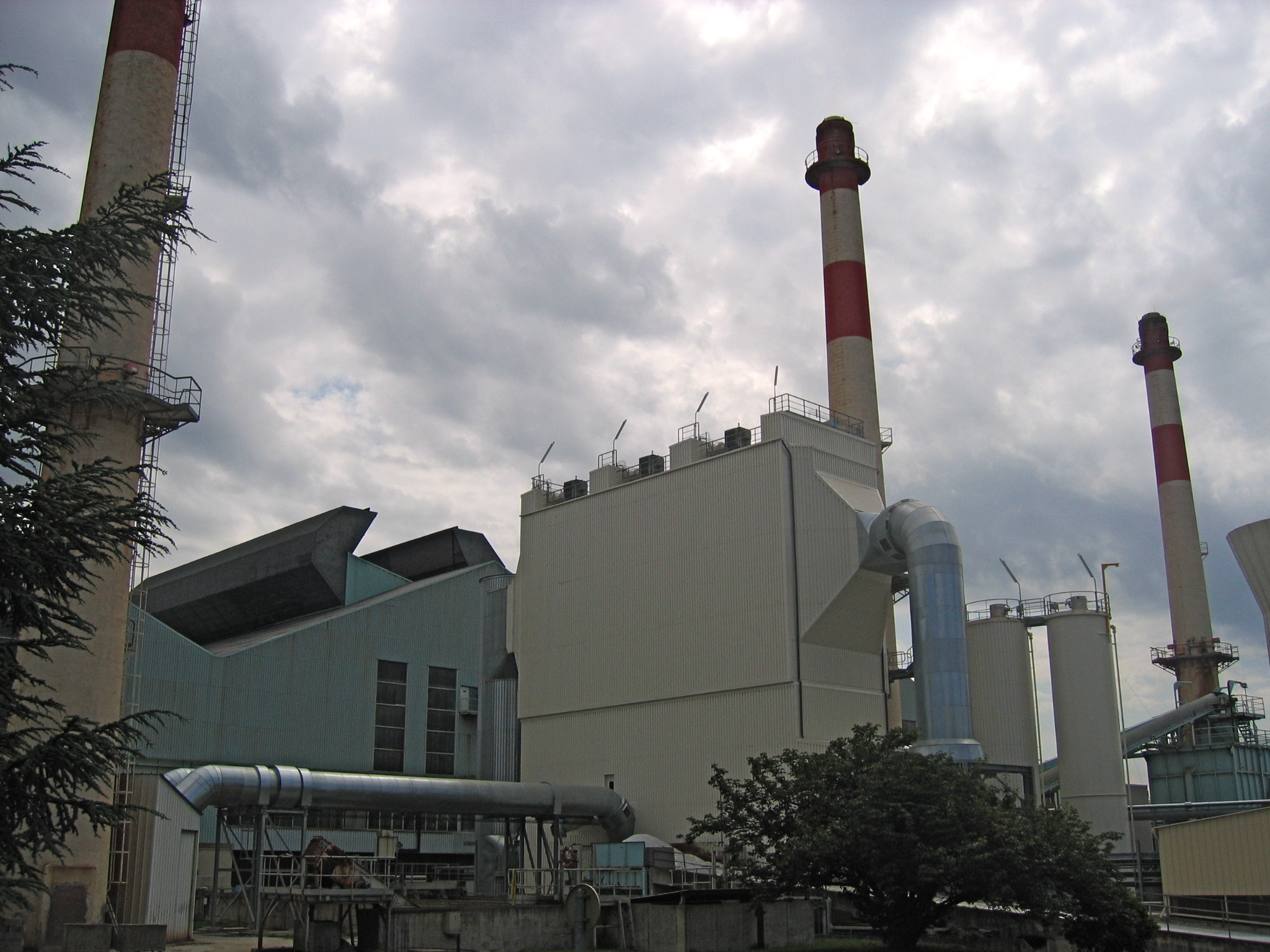
圣戈班在干邑的工厂

干邑是一个区域性的中心城市，白兰地的酿制与生产是当地的传统经济支柱，二战后其相关的旅游产业也得到发展，此外跨国建筑企业圣戈班在干邑附近设有大型工厂。干邑共有各类用人单位2,838家，其中97.24%为中小型企业（PME），平均历史为17年，行政、医疗及社会服务是当地的主要就业岗位类型。

## 财政收入
2018年，干邑的财政收入总额为26,392,500欧元，财政支出总额为24,761,100欧元，当年的债务总额为27,654,500欧元。
2015年，干邑的人均月收入总额为2,479欧元，其中高职人员为4,509欧元，其中中职人员为2,699欧元，普通职员为1,867欧元。
2017年，干邑境内的青壮年（15至64岁）失业率为17.1%，当地41.4%的家庭拥有纳税资格。

## 社会事务

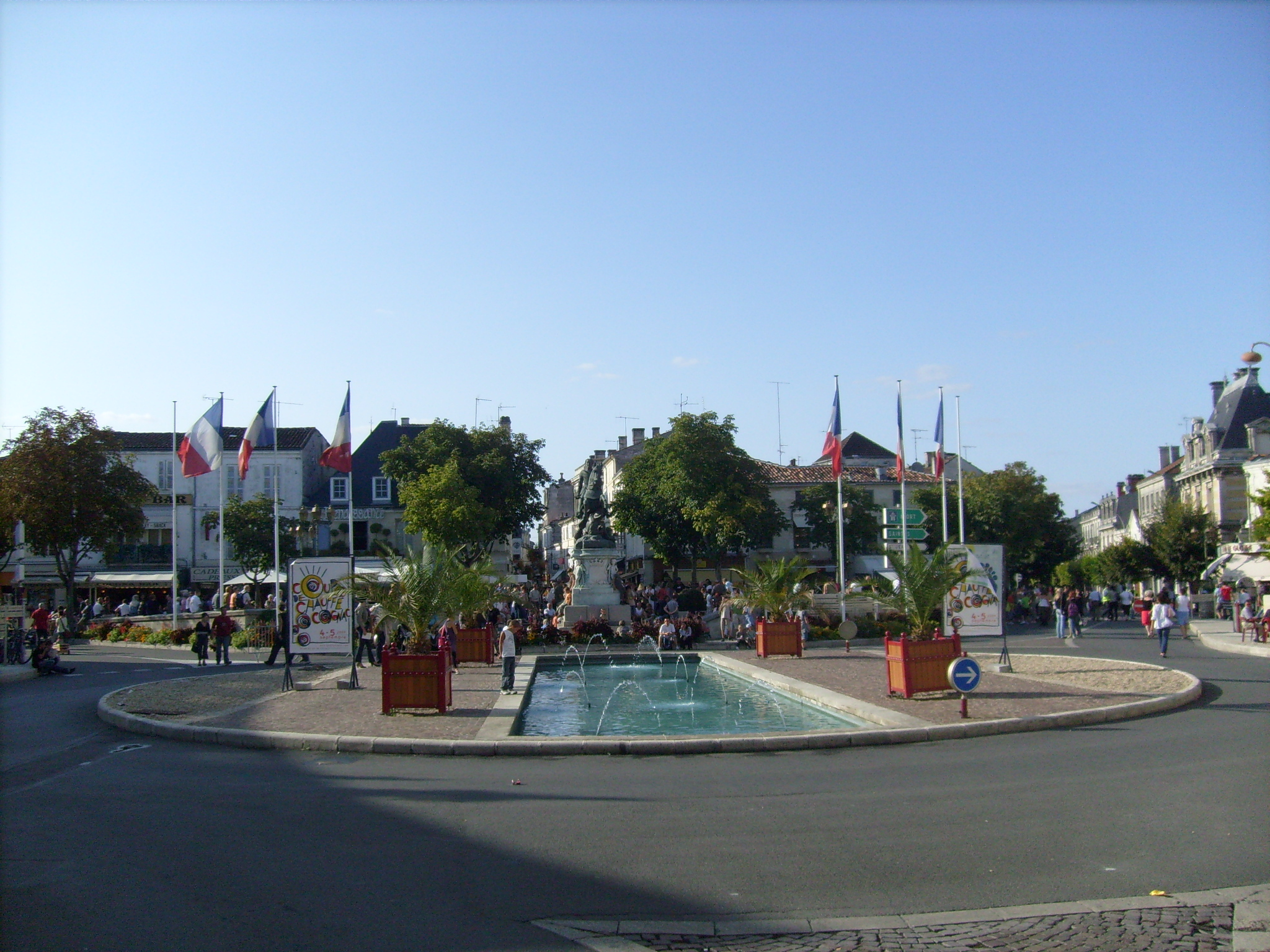
弗朗索瓦一世广场

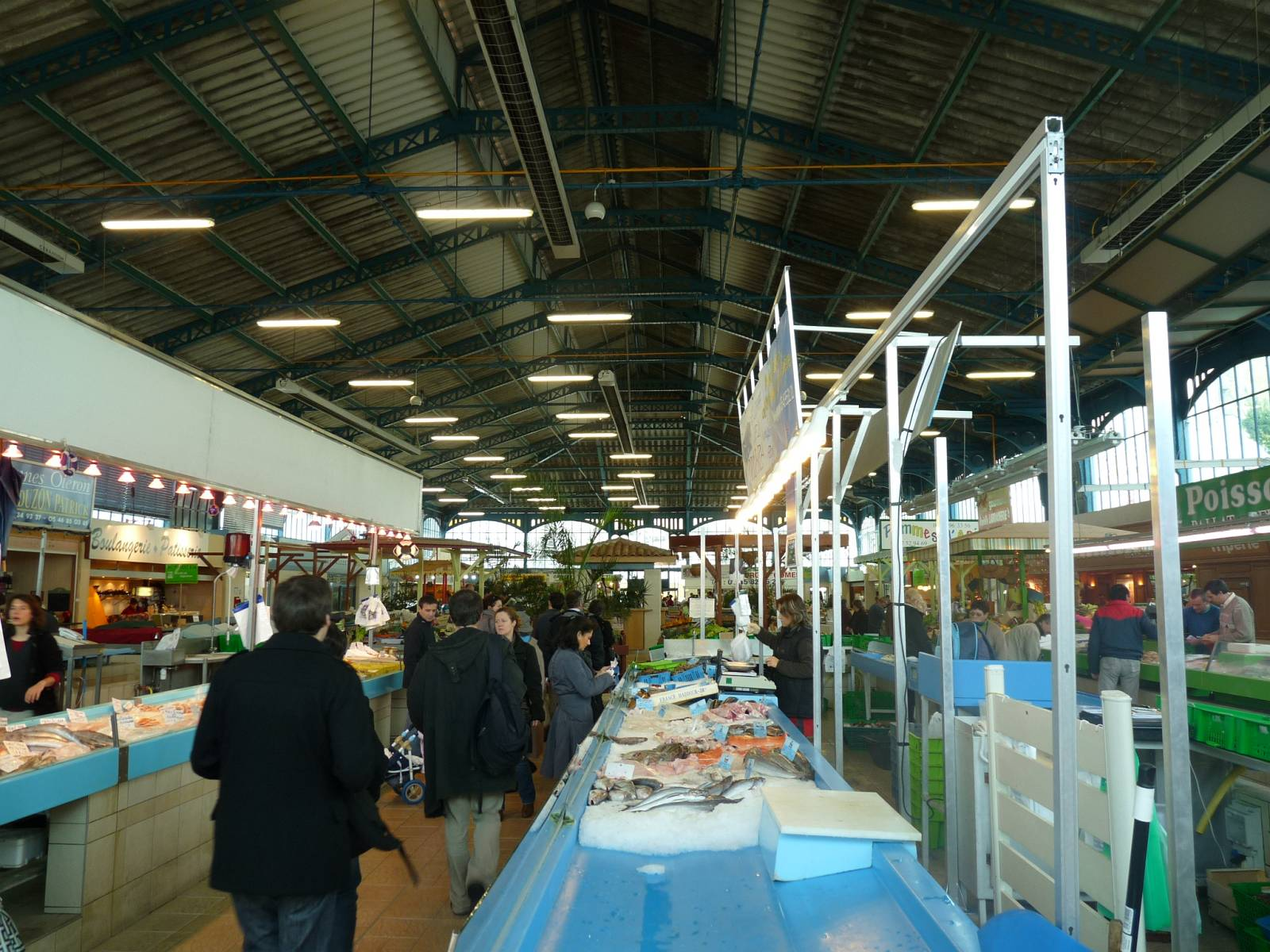
干邑集市

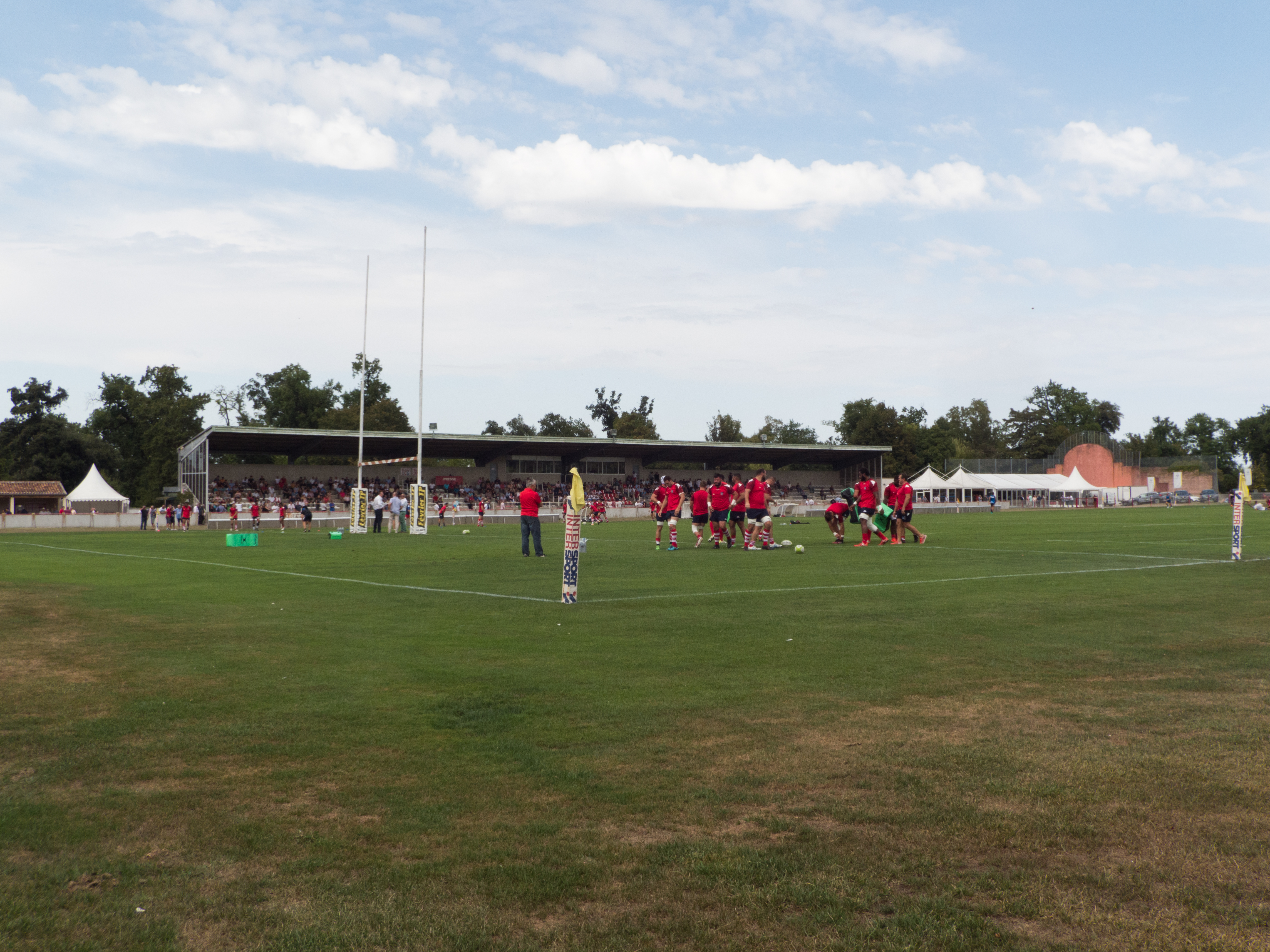
干邑体育公园

### 教育
干邑属于普瓦捷学区。截止2019年1月1日，干邑境内共有4所幼儿园、7所小学、4所初级中学、3所普通高中和1所职业高中。2018至2019学年度，干邑境内共有在校中小学生3,140名。

### 医疗
截止2019年1月1日，干邑境内共有全科医生20名、保健师20名、牙医17名、护士12名、耳科医生1名、眼科医生6名、皮肤科医生2名、助产士2名、儿科医生0名和妇科医生4名。境内共有药房13家、养老院5家、残疾人帮扶中心2家。
大干邑医院（Hôpitaux de Grand Cognac）是法国的一个区域性医疗机构，其主病区位于干邑市区，设有床位234个，是当地规模最大的公立综合性医院。

### 住房
2017年，干邑境内共有各类住房11,291套，其中87%为常住房屋。集中式居民区主要分布在市区西南部，夏朗德河右岸。

### 商业
2018年，干邑境内共有各类商铺1,462家，其中餐饮服务类546家。市区东南部的沙托贝尔纳境内建有大型开放式商业街区，欧尚在此设有分店。

### 体育
2019年，干邑境内共有1家游泳池、5间健身房、3座综合体育场、2处网球场、6处足球或橄榄球场以及5处篮球或排球场，市区北部建有干邑体育公园。
干邑因橄榄球而闻名，干邑-圣让当热利联盟是当地的一支橄榄球俱乐部，成立于2017年，2020至2021赛季参加法国橄榄球丙级联赛，其前身干邑体育联盟则曾获得过1954年法国橄榄球甲级联赛的亚军。
干邑友谊联盟则是当地的一支足球队，成立于1903年，2020至2021赛季参加法國全國丙組聯賽（法戊）。
干邑曾于1965年和1991年两度获得法国体育城市的荣誉。

### 环境
干邑的环境事务由其所属的公共社区负责。2018年，干邑境内暂无污染企业。

### 治安
2014年，干邑及附近地区共发生各类案件1,741起，其中盗窃类案件909起，经济类案件286起，毒品交易类案件196起。

## 文化
2019年，干邑境内共有1家剧场、1家电影院、2家博物馆和1家音乐厅。干邑市政府提供多媒体中心，向公众全年开放。

### 建筑
干邑境内有多处法国国家文物保护单位，其中干邑老港塔门、干邑圣莱热教堂、干邑城堡及其附属的弗朗索瓦一世喷泉等为当地的代表性建筑物。

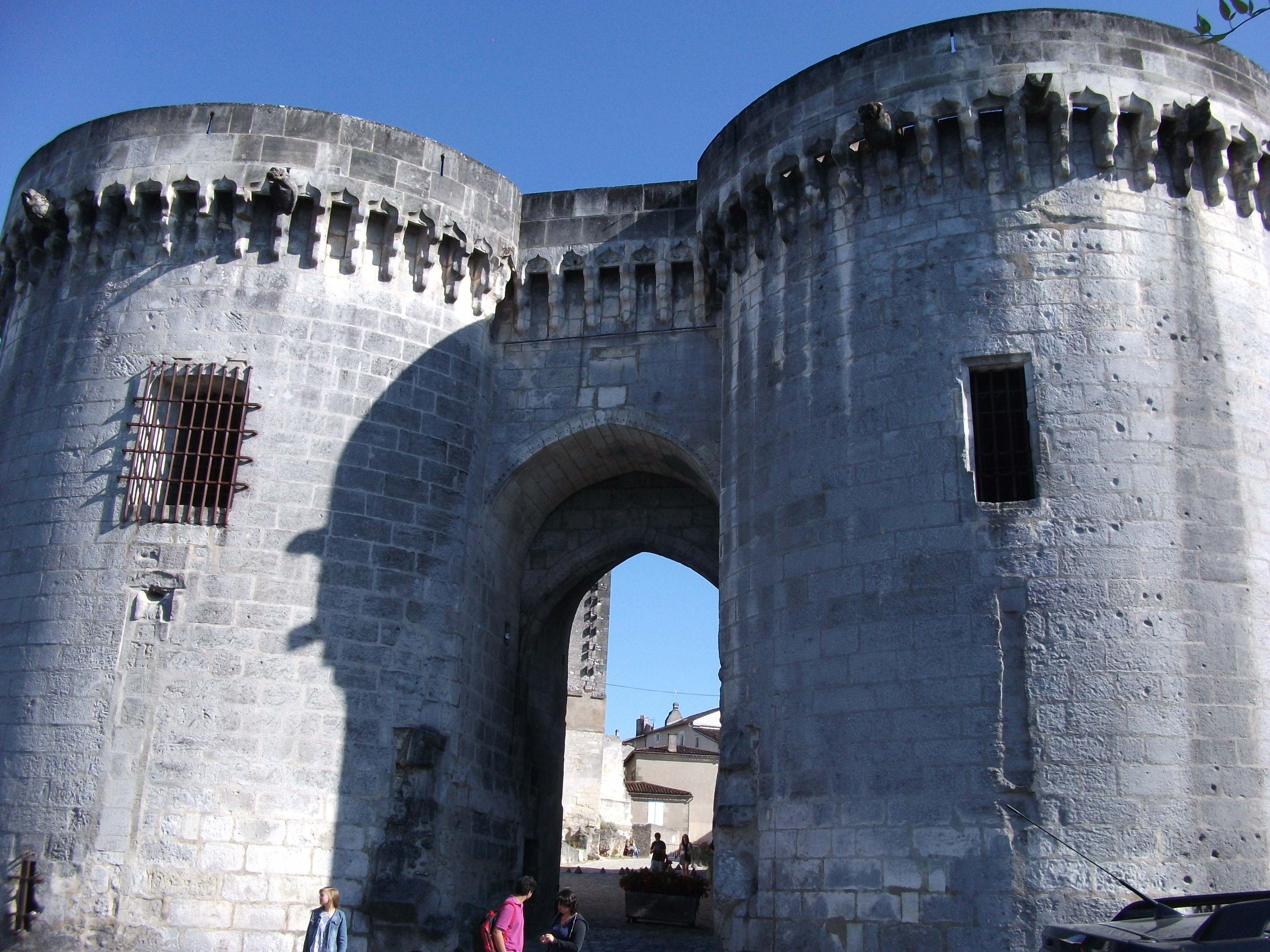
干邑塔楼
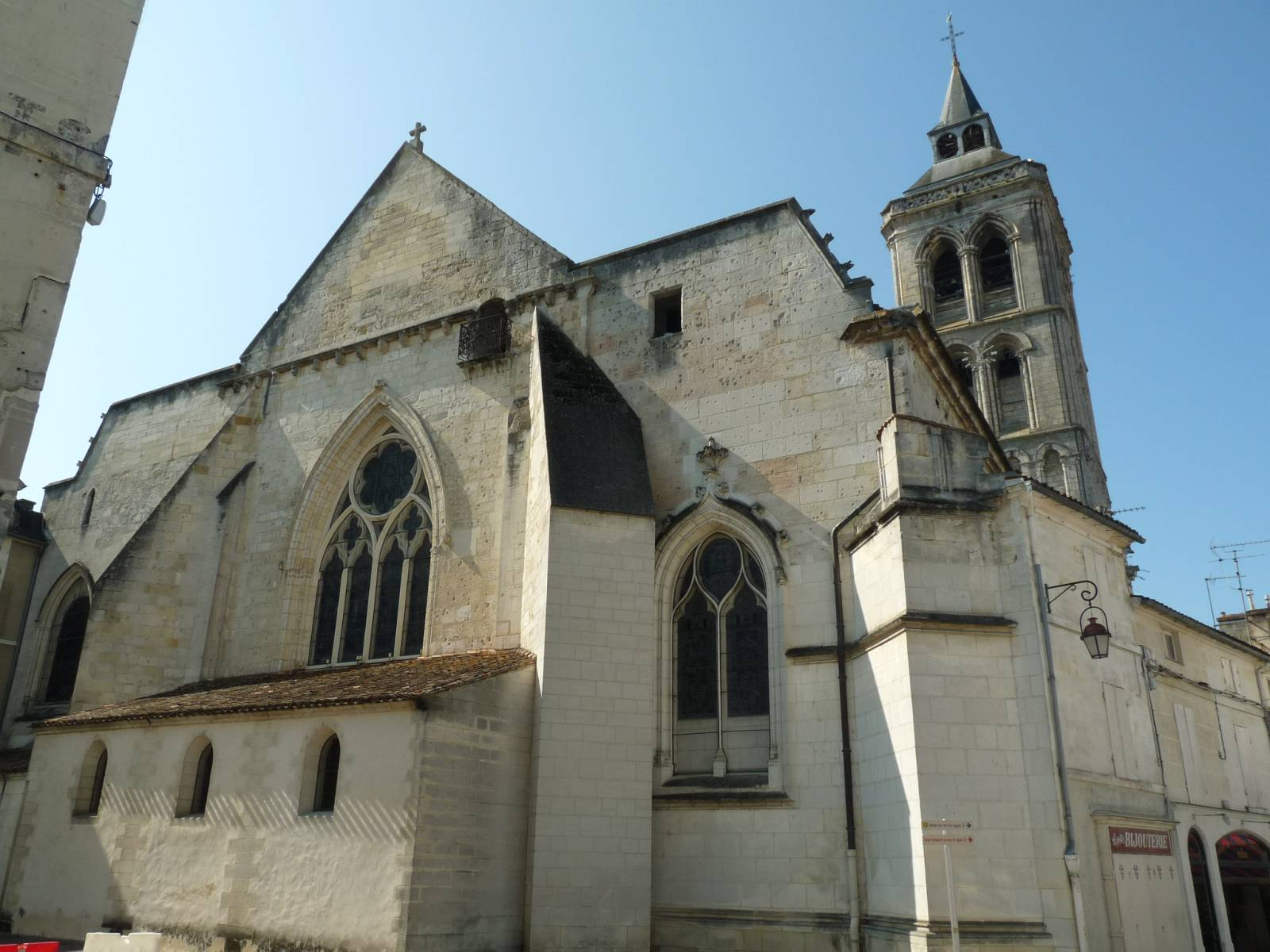
圣莱热教堂（法语：Église Saint-Léger de Cognac）
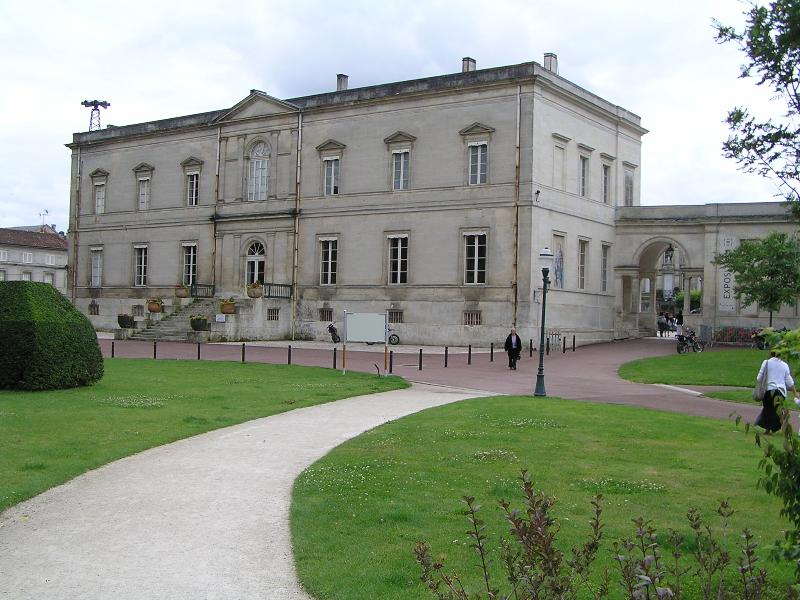
干邑艺术与历史博物馆（法语：Musée d'Art et d'Histoire de Cognac）
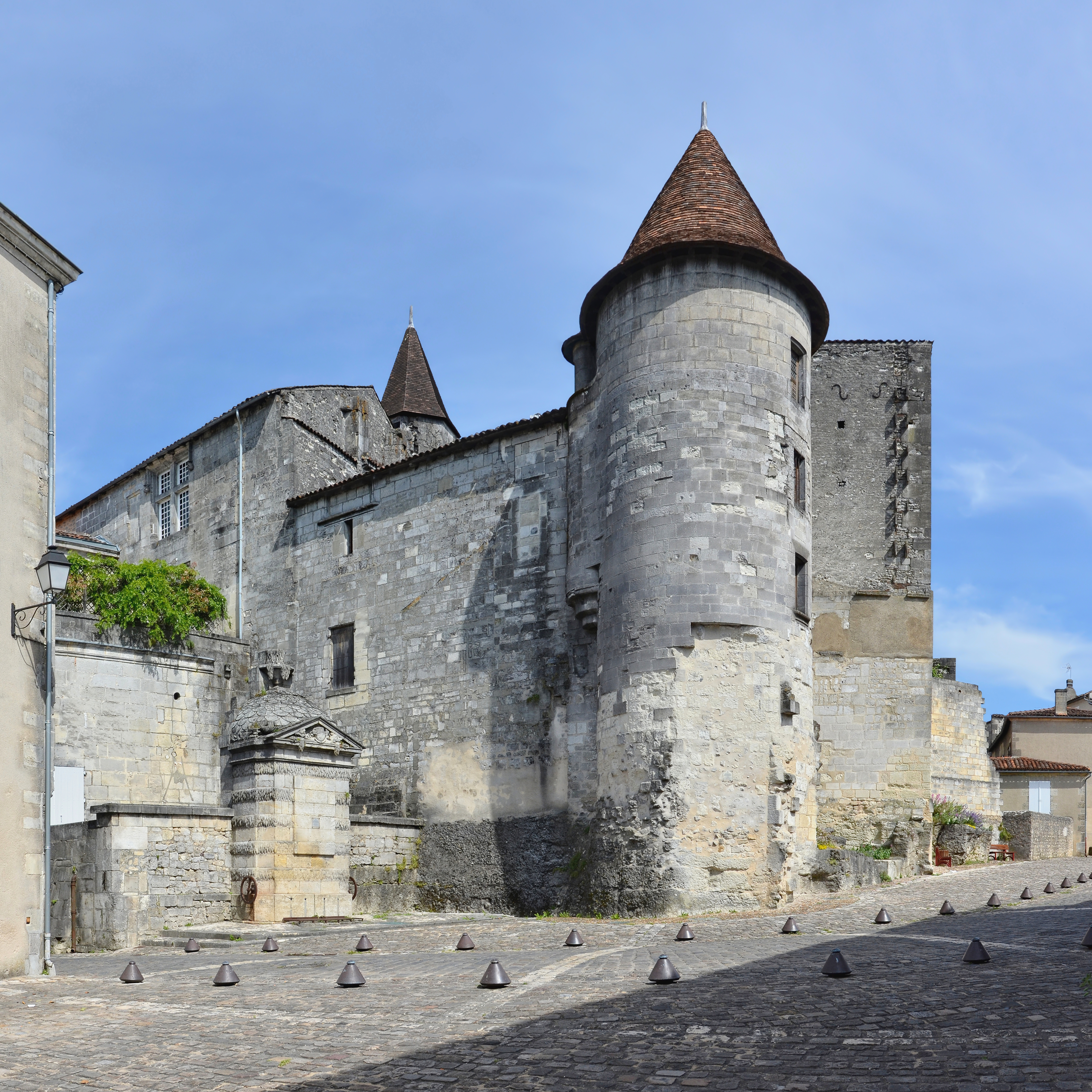
干邑城堡（法语：Château de Cognac）
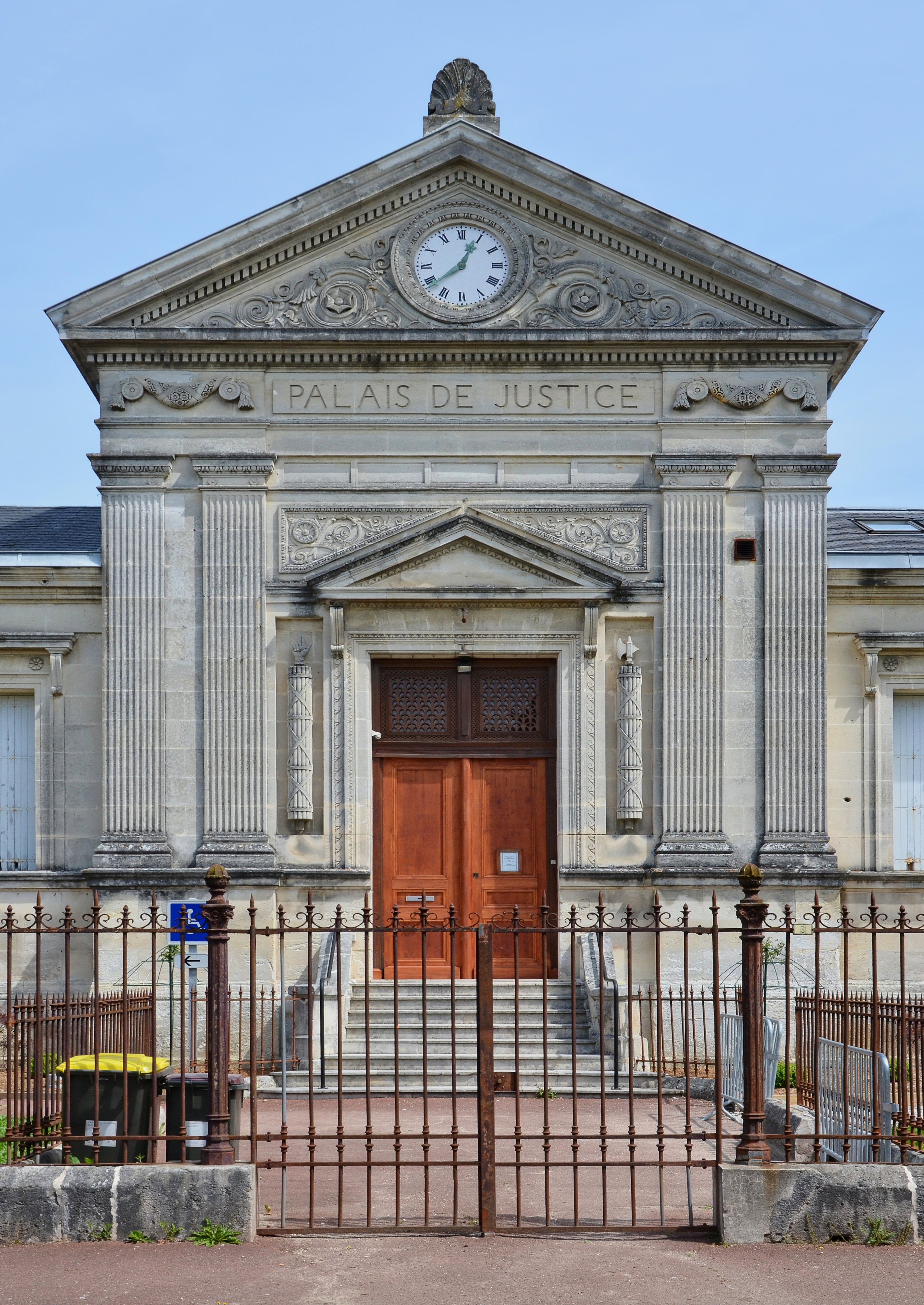
审判法院

### 旅游
干邑的旅游事务由其所属的公共社区负责。2020年，干邑境内共有10家宾馆共计351间房间，另有1个露营地，可容纳共146辆露营车。

### 媒体
法国主要的媒体均可在干邑接收，法国电视三台下属的新阿基坦大区频道在部分时段播出干邑所属区域的地方新闻。

### 干邑白兰地
于该地或附近出产的白兰地闻名于世，“干邑”是法国地理保护标志（AOC）。

## 相关人物
法兰西国王弗朗索瓦一世和法国政治家让·莫内出生于干邑，市中心的两个主要广场分别以其命名。法国化学家保罗·埃米尔·勒科克·德布瓦博德兰亦出生于干邑。昂古莱姆伯爵约翰在干邑逝世。
出生于干邑的现代人物则有法国足球运动员克里斯托夫·雅莱和男同性恋色情片演员弗朗索瓦·萨加。

## 友好城市
截至2020年10月，干邑共与十座城市互为友好城市关系：

| - 德国 柯尼希斯温特 - 西班牙 巴尔德佩尼亚斯 - 苏格兰 伯斯 - 捷克 维什科夫 - 塔烏茲 | - 美国 丹尼森 - 布吉納法索 博阿拉 - 斯洛伐克 米哈洛夫采 - 中国 亳州市 - 秘魯 皮斯科 |